# Educación humanitaria

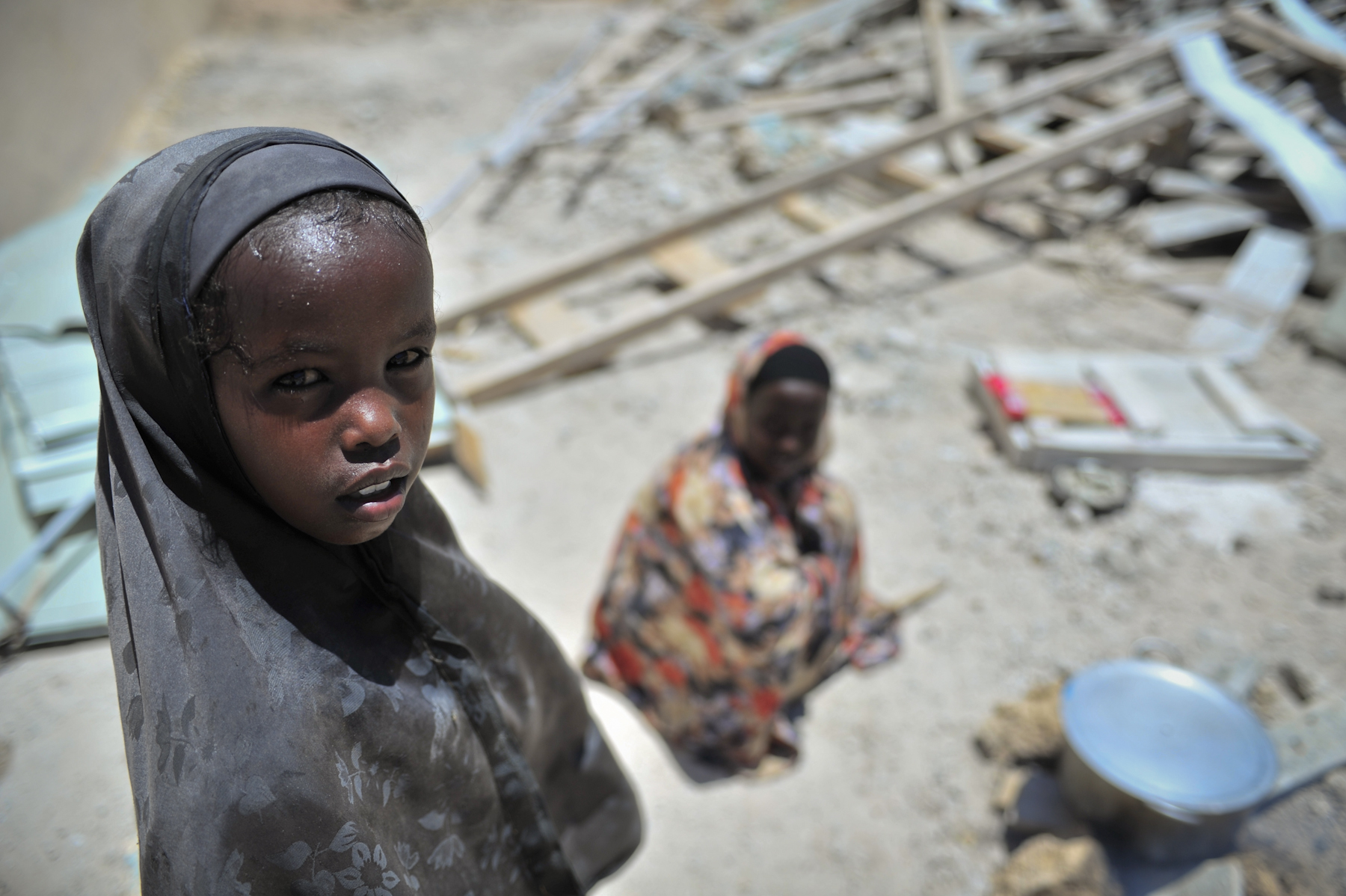
Niños pobres sin la menor educación

Educación humanitaria enseña varios temas sociales desde una perspectiva humanitaria. El deseo de reducir el sufrimiento, salvar vidas y mantener la dignidad humana es central para comprender la educación humanitaria. Está basada en la suposición de que las personas tienen un deseo innato de ayudar otros.

## Definición y contexto
La educación humanitaria es una área de aprendizaje que se concentra en el deseo o impulso de salvar vidas, proteger la dignidad humana y reducir el sufrimiento. Particularmente se relaciona a ofrecer asistencia a otros en una emergencia o crisis y es también utilizada para referir a las habilidades, el conocimiento y las actitudes necesarias para ayudar a individuos y comunidades. En el Reino Unido pueden aparecer dentro de un currículo temas como ciudadanía y Educación Personal y Social en Salud. Comenzó a desarrollarse en el Reino Unido por la Cruz Roja británica durante 2005.

## Objetivos y resultados
El objetivo de educación humanitaria es que las comunidades aumenten su resiliencia y que tanto los individuos y los grupos adquieran mayor confianza, capacidad y disposición de ayudar a otros cuando afronten una crisis.

## Contenido de currículo
A partir de explorar situaciones de crisis, la educación humanitaria habilita a estudiantes a reconocer que las personas pueden vencer adversidades. Desarrolla su comprensión en asuntos humanitarios, en las habilidades resilientes y alienta a las personas para intervenir en apoyar a otros en crisis.
La manera en que educadores exploran con los estudiantes cualquier tema, asunto o acontecimiento tiene que ser dentro del marco de los principios de humanidad e imparcialidad. No se adhiere explícitamente a causas determinadas y evita explorar ambientes políticos, clases religiosas, sociales, nacionalidades, económicas, medioambientales u otros factores que podrían contribuir a crear una crisis.

## Diferencia de otras formas de educación
Sus orígenes en la Cruz Roja Internacional y en el Creciente Movimiento Rojo significa que la educación humanitaria es a veces confundida con educación de desarrollo o educación global, o sencillamente enseñando sobre el trabajo de ayuda o desarrollo de ONGs. Los partidarios también acentúan que la educación humanitaria es filosóficamente y prácticamente distinta de la educación de derechos humanos, desde que el impulso humanitario está fundado en necesidades más que en derechos.
La educación humanitaria está enlazada a, pero distinto de, la educación sobre ley humanitaria internacional, a menudo referido a las leyes de guerra. Determinados aspectos del derecho internacional humanitario es a menudo un temario dentro de educación humanitaria.